# Opisthosyllis papillosa
Opisthosyllis papillosa är en ringmaskart. Opisthosyllis papillosa ingår i släktet Opisthosyllis och familjen Syllidae.
Artens utbredningsområde är Röda havet. Inga underarter finns listade i Catalogue of Life.